# Мориджа, Якопо Антонио
Якопо Антонио Мориджа (итал. Jacopo Antonio Morigia; 23 февраля 1633, Милан, Миланское герцогство — 8 октября 1708, Павия, Миланское герцогство) — итальянский кардинал, варнавит. Епископ Сан-Миниато с 1 сентября 1681 по 15 февраля 1683. Архиепископ Флоренции с 15 февраля 1683 по 23 октября 1699. Архипресвитер патриаршей Либерийской базилики с 20 апреля 1699 по 24 января 1701. Епископ-архиепископ Павии с 24 января 1701 по 8 октября 1708. Кардинал in pectore c 12 декабря 1695 по 19 декабря 1698. Кардинал-священник с 19 декабря 1698, с титулом церкви Санта-Чечилия с 11 апреля 1699 по 8 октября 1708.